# Theo van Lier

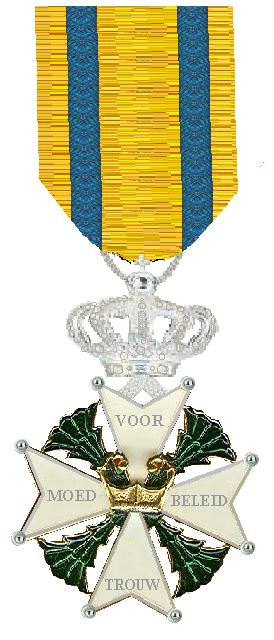

Theo Johan Antoine Marie van Lier (Heerlen, 11 mei 1916 - Den Haag, 6 juni 1992) was verzetsstrijder tijdens de Tweede Wereldoorlog. Na de oorlog ging hij de politiek in.
Theo van Lier was kornet van het Wapen der Artillerie. Hij was opgeleid aan de School Reserve Officieren in Ede.

## De oorlogsjaren
Van Lier was plaatsvervangend directeur van het Gewestelijk Arbeidsbureau in Nijmegen van 1 april 1941 tot 15 december 1944, later in Apeldoorn, Dordrecht en weer in Nijmegen. Van maart 1943 tot april 1944 was hij tevens lid van de Spionagegroep Albrecht. 
Met enkele maten pakte hij in de haven van Scheveningen van de Duitsers een Schnellboot af om naar Engeland over te steken, maar de motor van de boot weigerde. Ze ontsnapten en hij meldde zich weer bij Albrecht. Nadat Henk de Jonge gevangen was genomen, werd hij tijdelijk leider. Na zijn arrestatie werd hij in 1944 opgevolgd door Kees Brouwer.
Hij organiseerde koeriersdiensten, die met grote regelmaat informatie op microfilms afleverden. Hij werd in 1944 gearresteerd toen hij een vierde poging waagde om naar Engeland over te steken en daarbij twee belangrijke personen (Lourens Baas Becking en Victor Henri Rutgers) wilde overbrengen. Hij werd veroordeeld tot levenslange gevangenisstraf maar keerde na de oorlog naar Nederland terug.
Op 14 december 1949 werd Van Lier benoemd tot Ridder der 4e klasse der Militaire Willems-Orde. In 1961 werd Van Lier ontslagen uit de militaire dienst.

## Na de oorlog
Na de oorlog verliet de katholieke officier en verzetsman - beïnvloed door de Doorbraakbeweging en de Nederlandse Volksbeweging - de confessionele RKSP en werd op 9 februari 1946 lid van de PvdA.
Hij was lid van de Tweede Kamer van 15 juli 1952 tot 1 september 1973. Hij maakte onder andere deel uit van de Parlementaire enquêtecommissie die het regeringsbeleid in de Tweede Wereldoorlog onderzocht. In de jaren zestig vormde hij met Harry Peschar het secretarisduo van de PvdA-fractie. In 1971 bekleedde hij de functie van minister van Sociale Zaken in het Schaduwkabinet-Den Uyl van PvdA, D66 en PPR. Na zijn Kamerlidmaatschap was hij tot 1986 lid van de Raad van State en van 1974 tot 1988 coördinator van de Nederlandse stay-behindorganisatie Operatiën & Inlichtingen (O&I).
Zijn jongere broer Fred van Lier was wethouder in Den Haag en burgemeester van Vlaardingen. Zijn dochter Adeline van Lier (1956) is radio- en televisiepresentatrice.